# Tablature

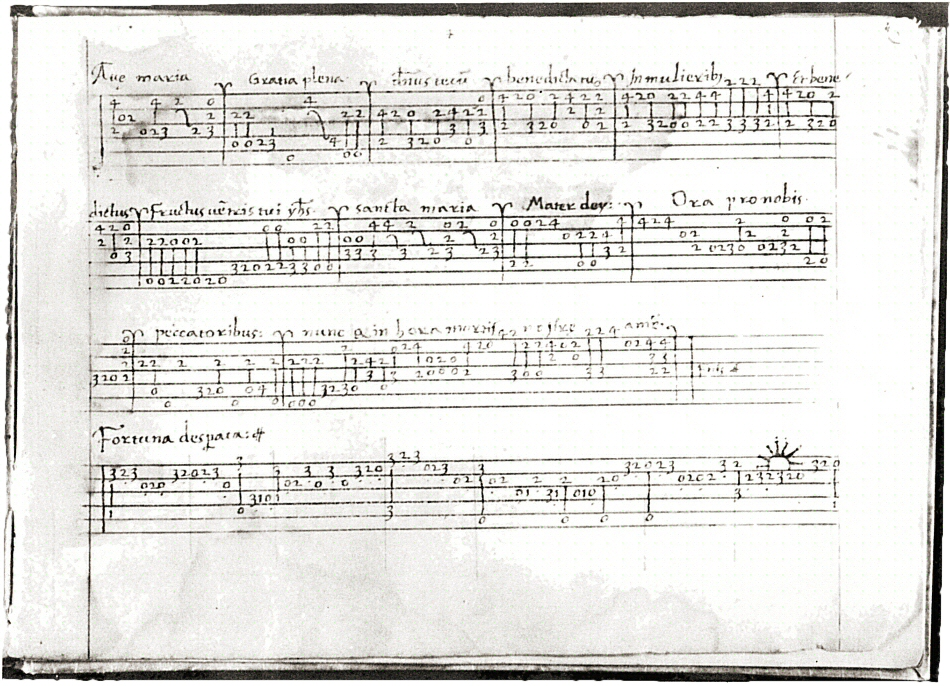
Une des plus anciennes tablatures manuscrites pour luth connues, l’Ave Maria de Bartolomeo Tromboncino, vers 1521.

En musique, la tablature (ou plutôt les tablatures, car il en existe différents types) est un système de notation d'une pièce instrumentale indiquant, par une représentation schématisée des parties d'un instrument, les doigtés et le rythme. Les informations qu'elle contient sont différentes de celles de la partition traditionnelle (sur portées), au sens où la tablature prend en compte les spécificités de l'instrument et parce qu'elle permet soit de simplifier l'exécution, soit d'informer l'interprète sur l'utilisation précise de l'instrument.
Contrairement à ce qui est souvent dit, la tablature n'indique pas quel doigt utiliser, mais la position d'un doigt, quel qu'il soit. L'interprète conserve donc un choix relatif quant au doigté qu'il adopte, que la tablature n'indique pas. Les chiffres (en tablature italienne) ou les lettres (en tablature française) représentent les frettes et non les doigts. La tablature est notamment utilisée pour la notation musicale de la guitare, de l'accordéon diatonique, de la batterie ou du piano.
Depuis le Moyen Âge, ses formes ont varié selon les instruments et les pays, et l'on trouvait essentiellement des tablatures pour claviers, pour luths et pour chant.

## Description (cordes pincées)

### Les lignes

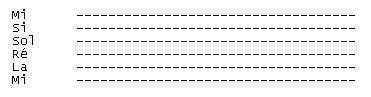
Tablature pour guitare : les cordes sont nommées à gauche, de la plus fine à la plus grosse en partant du haut (« Mi », « Si », « Sol », etc.). Les lignes en pointillés serviront à inscrire différentes informations utiles au guitariste.

Dans une tablature, il y a tout d'abord des lignes représentant les cordes de l'instrument (6 à 12 cordes pour une guitare, 4 à 5 pour un banjo , 4 à 12 pour une basse, etc.) dans la position posée à plat sur les genoux cordes vers le haut.
La tablature italienne pour luth fait exception. Contrairement à la tablature pour guitare ou à la tablature française pour luth, la corde la plus aiguë est représentée en bas, comme si l'on regardait l'instrument dans un miroir.

### Les chiffres

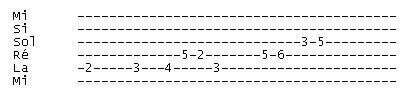
Tablature pour guitare : les nombres représentent les cases sur lesquelles doivent appuyer les doigts de la main gauche. Par exemple, le nombre 2 sur la corde « La » signifie qu'un doigt doit appuyer sur la 2e corde à la case 2.

Les chiffres correspondent aux cases délimitées par deux frettes conjointes de l'instrument (exemple : 5 représente la cinquième case comprise entre la frette 4 et la frette 5, en partant de la tête  du manche). L'instrumentiste devra appuyer avec ses doigts dans la case indiquée pour réduire la longueur de vibration de la corde et ainsi faire varier la hauteur de la note. Le chiffre zéro indique une « corde à vide » qui doit être grattée sans aucune intervention de la main gauche sur le manche.

### Lire les tablatures de Luth
La tablature française de luth (la plus répandue pour cet instrument) utilise des lettres au lieu de chiffres. Le a représente une corde à vide, le b la 1re case, et ainsi de suite. Pour éviter les confusions entre c et e, on trouve souvent un r à la place du c pour la 2e case. Pas de j ressemblant trop au (i).
La tablature italienne du luth, en revanche, inverse l'ordre des cordes: la corde la plus aiguë se trouve en bas. La position sur le manche est indiquée par des chiffres: 0 pour la corde à vide, 1 pour la première frète et ainsi de suite.

### Le rythme et la dynamique

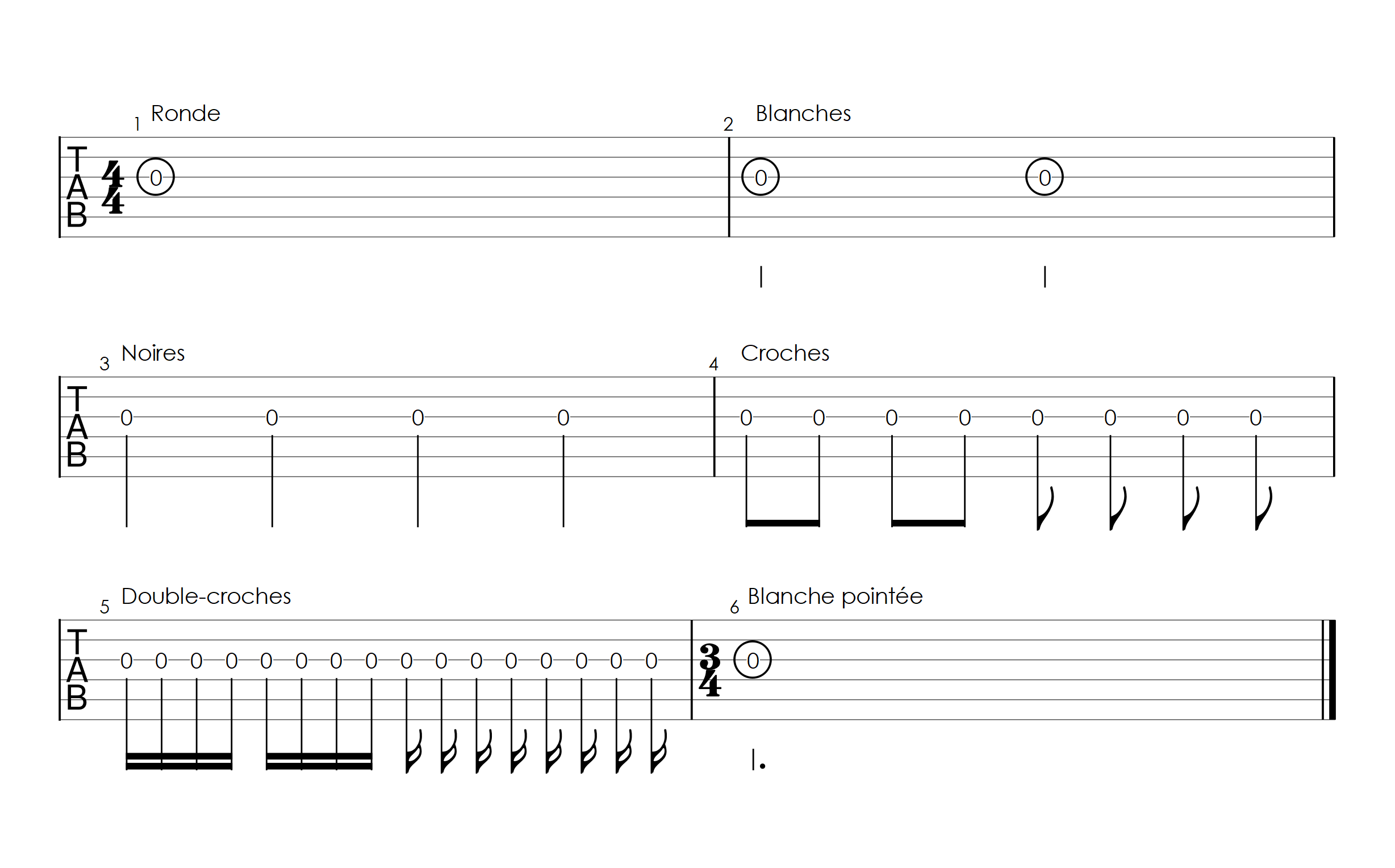
Rythme vue sur tablature.

Pour représenter le rythme, on utilise le symbole des hampes de la notation musicale classique en les simplifiant : un trait à la verticale du chiffre signale une  noire, deux notes dont les traits verticaux ont un crochet droit ou sont reliés à l'extrémité par un trait horizontal sont des croches, etc. L'absence de trait signifie que le chiffre représente une ronde. Un trait ne montant pas jusqu'au nombre représente une blanche.
La dynamique (forte, crescendo, etc.) utilise aussi les conventions de la notation musicale classique.

### Autres symboles

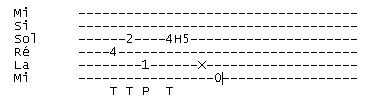
Tablature pour guitare : les lettres qui apparaissent au bas donnent des informations supplémentaires au guitariste. Par exemple, en lisant « T » vis-à-vis le premier « 4 », le guitariste devrait effectuer une slap avec le pouce sur la corde « Ré ».

Il n'existe pas de convention reconnue par tous, chacun utilise des symboles plus ou moins différents. Parmi les symboles les plus connus, citons : 
- X : mute : bloqué main gauche.
- T : thumb : slap tapé avec le pouce ou tapping.
- P : pop : slap tiré avec autre que le pouce.
- H : hammer-on : note jouée seulement à la main gauche (ou droite pour les gauchers) en ajoutant un doigt sur le manche après une note jouée normalement vers le haut (ex : 5 h6).
- PO, P.o. ou P : pull-off : inverse, note jouée à la main gauche en (ou droite pour les gauchers) retirant un doigt du manche  après une note jouée normalement mais vers le bas (ex : 6 po5).
- / : slide montant : glissé d'une ou plusieurs cases ou frettes à l'autre avec le même doigt vers les aigus.
- \ : slide descendant : glissé d'une ou plusieurs cases ou frettes à l'autre avec le même doigt vers les graves.
- ~ : vibrato : tordre très rapidement la corde pour un rendu de note proche du son vibrato chez un violon.
- B : bend : tordre la corde pour augmenter la note sans changer de case.
- R : bend release :  tordre la corde pour augmenter la note sans changer de case, puis revenir à la note initiale
- PM (ou M) : palm mute : utiliser le poignet de la main droite pour adoucir le son en appuyant légèrement sur les cordes près du chevalet.
- H : harmonique : jouer la note en harmonique.
- AH : harmonique artificielle : jouer une harmonique artificielle (avec le médiator)
- O : corde ouverte: Note joué sans palm mute, ce symbole est rarement utilisé

## Les instruments
Les instruments utilisant les tablatures sont généralement des instruments avec un manche, le plus souvent frettés (c’est-à-dire comportant des frettes) comme la guitare, la basse, la balalaïka, le luth, le ukulélé, etc. On trouve aussi des tablatures pour accordéon diatonique (dans ce cas la tablature mentionne la rangée du clavier à jouer, la touche à appuyer, le sens du soufflet (poussé ou tiré), le rythme, ainsi que les accords à jouer à la main gauche), l'harmonica diatonique, ou l'accordéon chromatique.
Des notations en tablatures ont été utilisées jusqu'à la fin XVIIe siècle pour les instruments à clavier (clavecin et orgue) et ont ensuite été abandonnées. Cette notation est celle du luth, du théorbe et de la guitare baroque jusqu'à leur disparition à la fin du XVIIe siècle et depuis leur redécouverte au cours de la deuxième moitié du XXe siècle. La notation sur portée a remplacé celle en tablature pour la guitare dans les années 1770-1780. Celle-ci est réapparue au XXe siècle dans le jazz, les musiques actuelles et les musiques folkloriques.
Il existe aussi des tablatures pour les batteries de percussions, mais celles-ci sont généralement jugées obsolètes puisque la notation française est beaucoup plus facile et précise que les tablatures pour les percussions.
De nos jour, le Klavarskribo est la principale notation en tablature pour clavier utilisée, principalement aux Pays-Bas.

## Différences entre tablature et partition

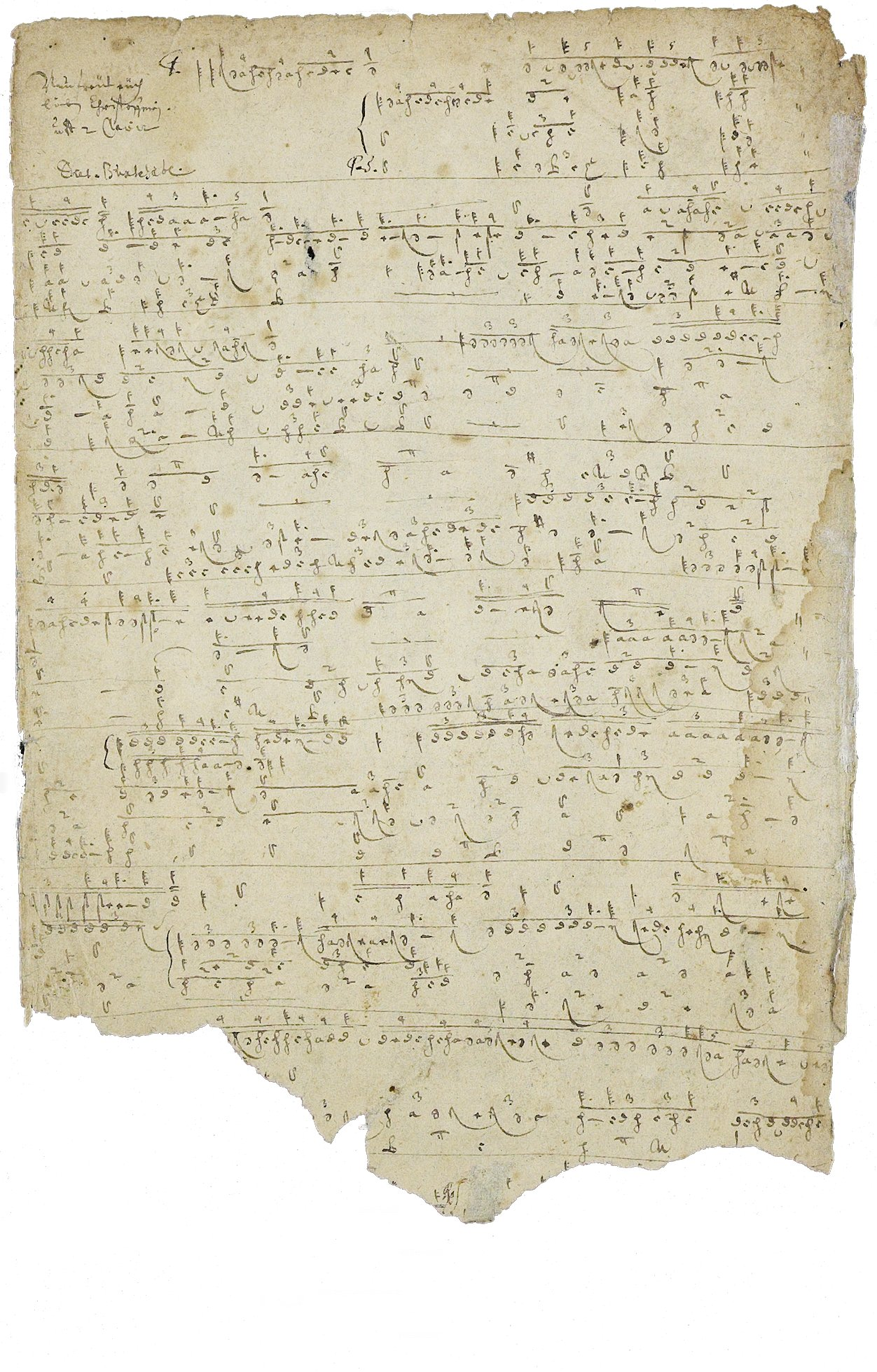
Tablature d'orgue : copie par Johann Sebastian Bach d'une œuvre de Dieterich Buxtehude, Nun freut euch. Manuscrit découvert en 2006. Un des premiers documents autographe du musicien, daté d'avant 1700.

Les partitions et les tablatures sont toutes les deux des systèmes de notation musicale qui ont leurs propres spécificités.
De nos jours, on nomme tablature le système décrit ci-dessus, à savoir une notation de la musique pour instruments à cordes grattées avec frettes. Mais à l'origine, le mot tablature désignait toutes les formes possibles de notations musicales (qui ont été très nombreuses à travers les lieux, les époques, et les instruments). On trouve par exemple de nombreuses tablatures pour orgue datant de la Renaissance.
Ce que l'on nomme « partition » est donc une tablature (au sens premier du terme) originaire d'Italie qui s'est généralisée car elle permet une métaphore graphique de la fréquence de la note (la hauteur, au sens sonore, devient la hauteur au sens métrique). Ainsi les notes les plus aiguës sont placées en haut de la portée, et les notes les plus graves en bas.
Dans les « tablatures » (au sens second), l'aspect technique pour l'instrumentiste prédomine puisque les indications qu'il lit sont spécifiques à son instrument, et sont plus facilement assimilables à des instructions qu'à un langage abstrait. Une partition indique la musique à jouer (le quoi ?), en laissant le choix à l'instrumentiste de la façon de l'exécuter (le comment ?) pour peu que celui-ci dispose de plusieurs techniques pour obtenir une même note (doigtés alternatifs pour une seule note  sur une guitare par exemple).
L'apprentissage de la lecture en tablatures  est sensiblement plus rapide et plus facile que celle en partition (solfège), c'est son principal avantage, mais cette seule compétence enferme le pratiquant dans son instrument et sa technique spécifique. Le guitariste ayant appris uniquement la notation sur portée ne sait pas lire une tablature, mais cet apprentissage lui serait moins utile. Des partitions de guitare sont couramment éditées avec les deux notations : au-dessus, sur portée ; au-dessous, sa correspondance en tablature.
La lecture des tablatures est cependant nécessaire pour les luthistes et théorbistes amenés à travailler sur des partitions d'époque, généralement rééditées en tablatures, mais l'enseignement actuel de ces instruments comporte celui du solfège.

## Exemples sonores
- [vidéo] « 3 danses de la Tablature pour l'orgue de Jean de Lublin », sur YouTube